# Blood (Jason-Kao-Hwang-Album)
Blood ist ein Jazzalbum von Jason Kao Hwang & Burning Bridge. Die am 11. und 12. März 2018 im Kaleidoscope Sound in Union City (New Jersey), entstandenen Aufnahmen erschienen am 17. Oktober 2018 auf True Sound Recordings.

## Hintergrund
Blood ist das Nachfolgealbum des gleichnamigen Debütalbums (Innova, 2012) von Jason Kao Hwangs Oktett Burning Bridge. Das Ensemble besteht aus Bandleader Jason Kao Hwang (Violine), Taylor Ho Bynum (Kornett/Flügelhorn), Joseph Daley (Tuba), Andrew Drury (Schlagzeug), Ken Filiano (Kontrabass), Steve Swell (Posaune), Sun Li (Pipa – ein viersaitiges chinesisches Lauteninstrument) und Wang Guowei (Erhu – zweisaitiges Streichinstrument, auch bekannt als Stachelgeige). Wie schon der Titel Blood ahnen lasse, notierte John Sharpe, handelt es sich um eine persönliche Meditation über ein wichtiges Thema, ausgelöst durch einen knapp vermiedenen Autounfall, der Hwang veranlasste, über die Kriegserlebnisse seiner Mutter in China nachzudenken.
In den Liner Notes beschreibt Scott Currie die fünf Akte des Albums, insgesamt 48 Minuten lang. Der erste Akt beginnt und endet mit dem Nachhall entfernter Bassexplosionen, wobei Ensemble- und Duo- oder Triostücke im Großteil des Satzes in einen intensiven Dialog verwickelt sind. Der zweite Akt beginnt mit einer traurigen, zeremoniellen Prozession, die sich in eine bluesige Strebe verwandelt und in einer synkopierten Ensemblepassage endet. Der dritte Akt kehrt zu der ritualisierten Strenge des ersten zurück, mit Pipa-Perkussion- und Posaune-Erhu-Bass-Dialogen. Der vierte Satz bringt den Beat mit Geigen-geführtem Call-and-Response-Austausch zurück. Der letzte Akt wiederholt die Explosionen und fliegenden Trümmer, die im ersten zu hören waren, mit Bass und Tuba. Das Ensemble schließt mit einem Plädoyer für den Frieden.
In den Liner Notes zum Album fügte Hwang hinzu: „Blood meditiert über die emotionalen Traumata des Krieges, die im Körper als unausgesprochene Schwingungen zurückgehalten werden, die in den Gemeinschaften und über Generationen hinweg nachhallen.“

## Titelliste
- Jason Kao Hwang & Burning Bridge: Blood (True Sound Recordings TS 01)[4]

1. Breath Within the Bomb 12:31
2. Surge, Part 1 7:11
3. Surge, Part 2 7:16
4. Evolution 11:12
5. Declarations 9:38

Die Kompositionen stammen von Jason Kao Hwang.

## Rezeption
In Blood vereinen Hwang und sein Ensemble Burning Bridge traditionelle chinesische Instrumente mit konventionellen westlichen Instrumenten zu intensiven, manchmal verstörenden Dialogen und Austausch von experimentellem Jazz, die alle darauf abzielen, mit [dem Thema] Gewalt zu konfrontieren und ihr [musikalisch] entgegenzuwirken, schrieb Jim Hynes (Making a Scene). Zugegeben, für viele dürfte das Hören eine entmutigende Herausforderung sein, aber die Bilder, die man beim Hören hervorrufen könne, werden sicherlich die Kompositionen und sicherlich die Ausführung bewundern. „Dies ist eine faszinierende, eher abschreckende, aber letztendlich inspirierende Musik, anders als alles, was die meisten von uns gehört haben.“

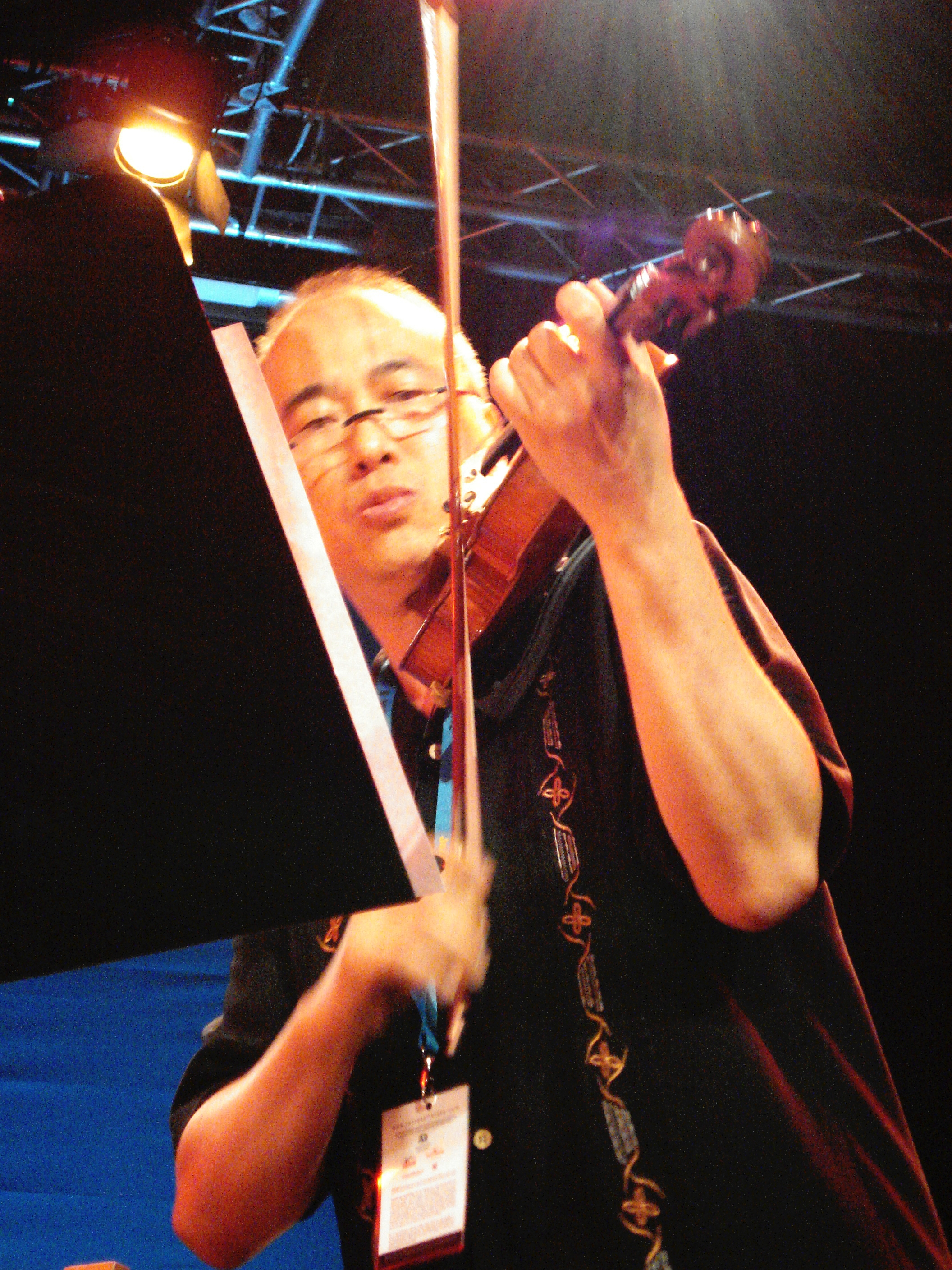
Jason Kao Hwang beim Jazz Festival Saalfelden 2009

Nach Ansicht von John Sharpe, der das Album in All About Jazz rezensierte, hat Jason Kao Hwang mit der Gruppe ein weiteres ambitioniertes und weitreichendes Werk geschaffen. Blood sei eine komplexe, aber fesselnde, kontinuierliche Ensemble-Aufführung dessen, was die Begleittexte „28 inszenierte Szenen“ nennen, die in fünf Abschnitten verfolgt werden. In vielerlei Hinsicht erinnere es an die Breitwanderzählung und Gesamtwirkung einiger großformatiger Kompositionen des Trompeters Wadada Leo Smith, wie etwa Rosa Parks: Pure Love (TUM, 2019). Plötzliche Unisonos, Prozessionsmärsche, wild swingende Passagen und improvisatorische Elemente für die Band würden sich aus Hwangs sorgfältig komponierten Texturerkundungen abzeichnen. Sowohl die Instrumentierung als auch das Material vereinen west- und östliche Einflüsse und spiegeln Hwangs asiatisch-amerikanisches Erbe wider.
Ebenfalls in All About Jazz schrieb Glenn Astarita, Jason Kao Hwang und viele seiner Bandkollegen würden zu den führenden Vertretern des neuen Jazz gehören, in dem unterschiedliche Genres oft nahtlos ineinander übergehen, um unsere fantasievollen Neigungen so zu fördern, dass Standard-Idiome und -Klassifikationen auf der Strecke bleiben. Und wie der Albumtitel andeute, kaskadiere das zugrunde liegende Thema in einem Werk mit fünf Akten, der auf Leidenschaft, Trauer und Nachbeben des Krieges basiert. Die Einbeziehung von Sun Lis Darbietungen auf der chinesischen Pipa und Wang Guoweis Verwendung der chinesischen Geige Erhu würden dazu beitragen, ostasiatische Spielweisen in den westlichen Jazz, Third Stream und andere Ableger zu integrieren, die sich in eine einzigartige Klangbühne verwandelten.